# Тишиново (Вологодская область)
Тишиново — деревня в Вологодском районе Вологодской области.
Входит в состав Марковского сельского поселения, с точки зрения административно-территориального деления — в Марковский сельсовет.
Расстояние по автодороге до районного центра Вологды — 25 км, до центра муниципального образования Васильевского — 3 км. Ближайшие населённые пункты — Никулино, Косково, Болотово, Борборино, Копцево, Паприха.
По переписи 2002 года население — 16 человек.